# Pavillon de l'écluse de Kaiserbad
Le pavillon de l'écluse de Kaiserbad, connu à Vienne sous le nom de Schützenhaus ou Schützenhaus der Staustufe Kaiserbad,,,, est un bâtiment de style Art nouveau caractéristique de la Sécession viennoise (Sezessionsstil ou Wiener Secession) édifié par l'architecte Otto Wagner à Vienne en Autriche.
Flanquée de deux rampes d'escaliers qui ne sont pas sans rappeler les ailes latérales du Burgtheater, cette construction est un exemple de monumentalisation d'un objet à vocation technico-fonctionnelle.

## Localisation
Le bâtiment se dresse sur la rive gauche du canal du Danube (un ancien bras du Danube aménagé dans les années 1890), face à la station de métro Schottenring, au nord du centre-ville de Vienne. Sa façade arrière est située au  numéro 26 de l'Obere Donaustraße, à Leopoldstadt, le IIe arrondissement de la ville de Vienne, (Wien II).

## Historique
Une loi datant du 18 juillet 1892 prévoit l'aménagement du canal du Danube en un port de commerce et port d'hiver.
Dans le cadre des travaux de régulation du cours du canal du Danube, Otto Wagner construit l'écluse de Nussdorf en 1894-1898 et celle de Kaiserbad en 1904-1908.
Alors que les travaux de construction du déversoir et de l'écluse de Kaiserbad sont entamés dès 1904, le pavillon de style Art nouveau, appelé Schützenhaus, est construit en 1906-1907.
Le barrage-écluse de Kaiserbad est testé avec succès les 3 et 4 septembre 1908 mais, après la Première Guerre mondiale, à la suite du manque d'argent, de la baisse du trafic fluvial sur le Danube et du manque d'intérêt pour la construction d'un port au milieu de la ville, les deux barrages inférieurs ne sont pas construits, empêchant la mise en production du barrage-écluse de Kaiserbad,.
Une restauration menée en 1976-1977 sous la direction de l'architecte Alois Machatschek donne au pavillon Schützenhaus une nouvelle fonction de centre de formation. En 2008, dans le cadre du projet « Zukunft Donaukanal » (Avenir du canal du Danube), une nouvelle affectation est cherchée pour le pavillon, ce qui mène à sa transformation en 2010-2011 en « Restaurant Wiener Schützenhaus ».

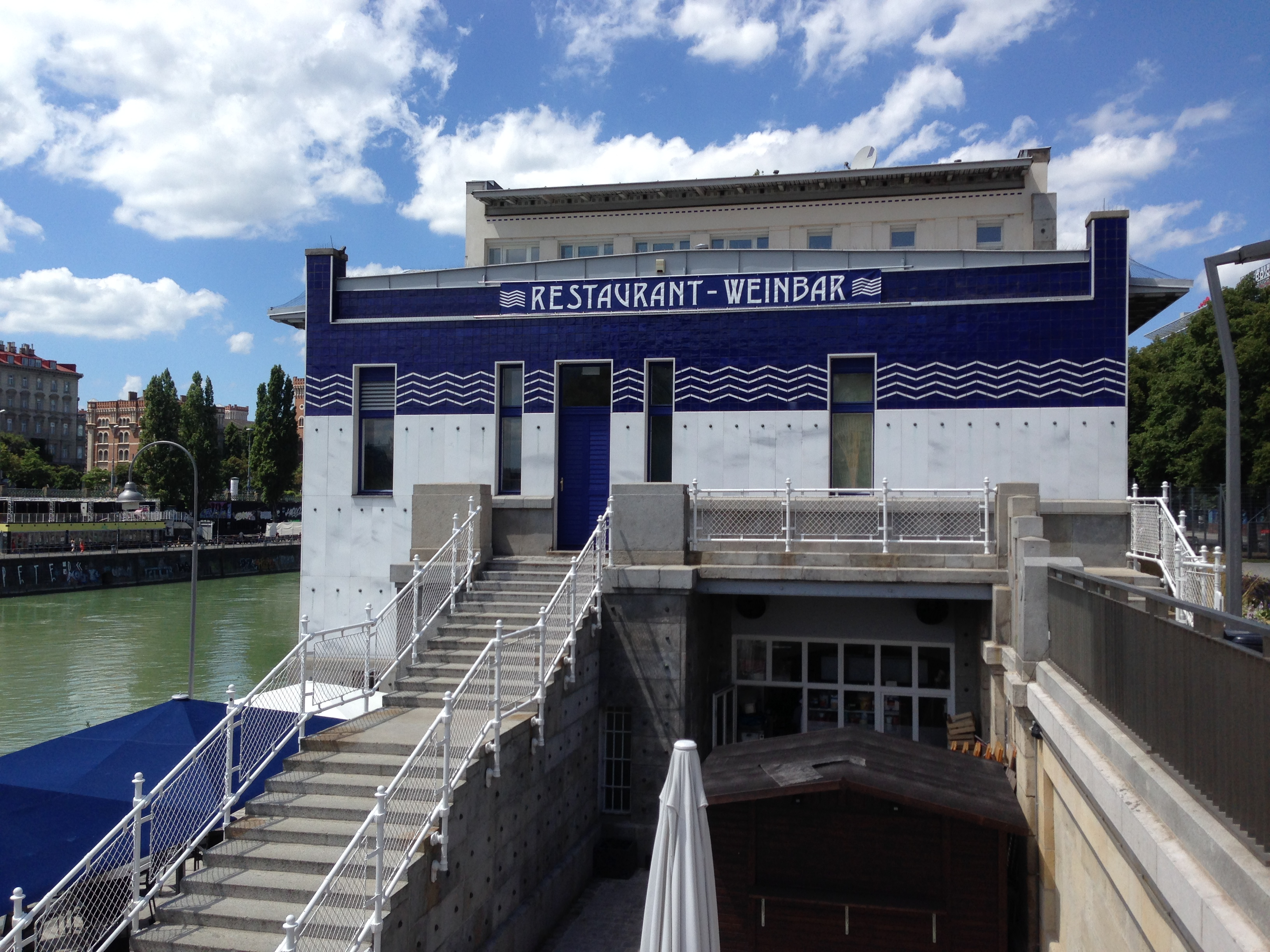
Le pavillon après sa transformation en restaurant.

## Architecture
Le bâtiment présente une façade décorée d'une juxtaposition de plaques de pierre, de plaques de marbre blanc et de panneaux de céramique de couleur bleu cobalt décorés d'ornements en forme de vague,,. On retrouve ici le goût d'Otto Wagner pour les revêtements constitués de panneaux de céramique (comme à la maison des majoliques) et de plaques de marbre blanc (comme à la station de métro Karlsplatz et à l'église Saint-Léopold am Steinhof) ainsi que le recours aux boulons apparents, utilisés en tant qu'ornements (comme sur les façades de la Caisse d'épargne de la poste et de l'église Saint-Léopold am Steinhof). Comme l'écrivent Giovanni Fanelli et Roberto Gargiani, « Wagner attribue au principe de revêtement une valeur première et absolue en révélant sa nature de couche appliquée » alors que « Wright utilise le revêtement pour feindre ou pour souligner une consistance de la construction ».
La travée centrale de la façade orientée vers le canal est percée au rez-de-chaussée d'une double porte coulissante peinte en bleu surmontée d'une porte-terrasse précédée d'un balcon en fer forgé et encadrée de poutres métalliques rivetées. Portée par la structure métallique, une loggia vitrée couronne la travée centrale. Cette loggia est ornée aux angles d'ornements combinant une couronne et une guirlande de laurier stylisées, un motif récurrent chez Wagner, que l'on retrouve sur l'église Saint-Léopold am Steinhof et la Caisse d'épargne de la poste.
Le pavillon est flanqué de deux rampes d'escaliers qui ne sont pas sans rappeler les ailes latérales du Burgtheater de Gottfried Semper et qui lui confèrent une allure monumentale.

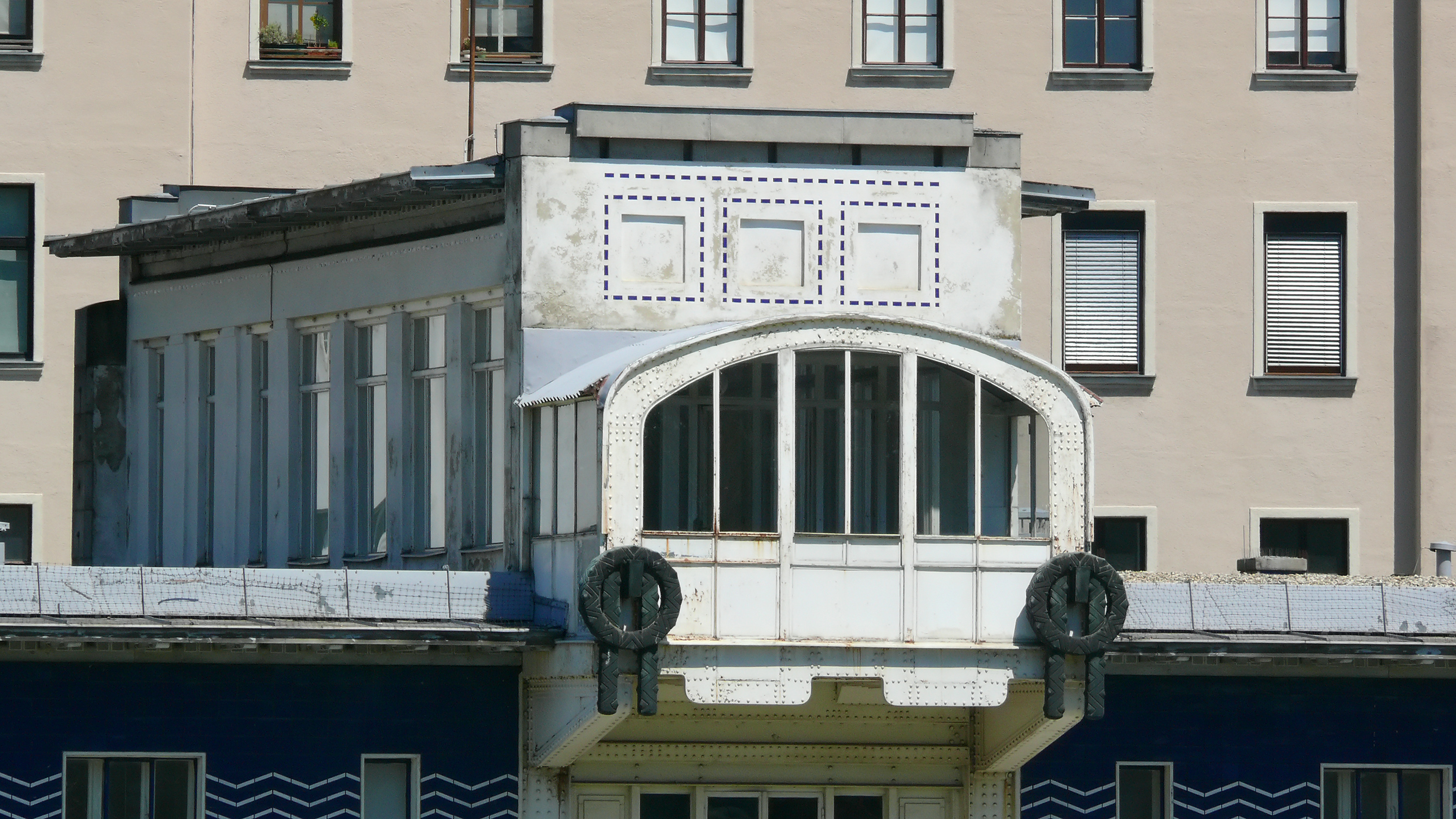
Le couronnement de la façade.
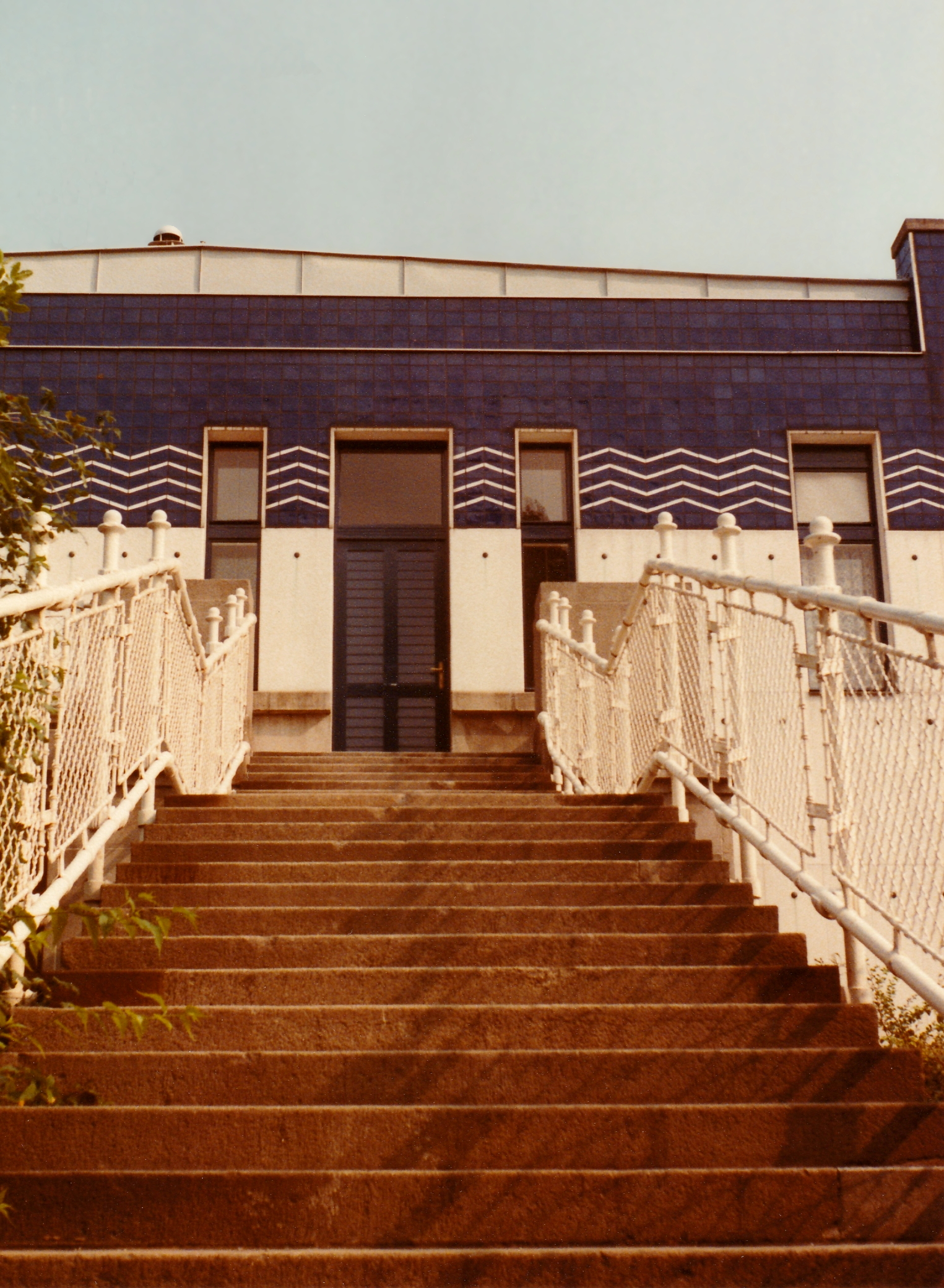
Escalier menant au Schützenhaus.
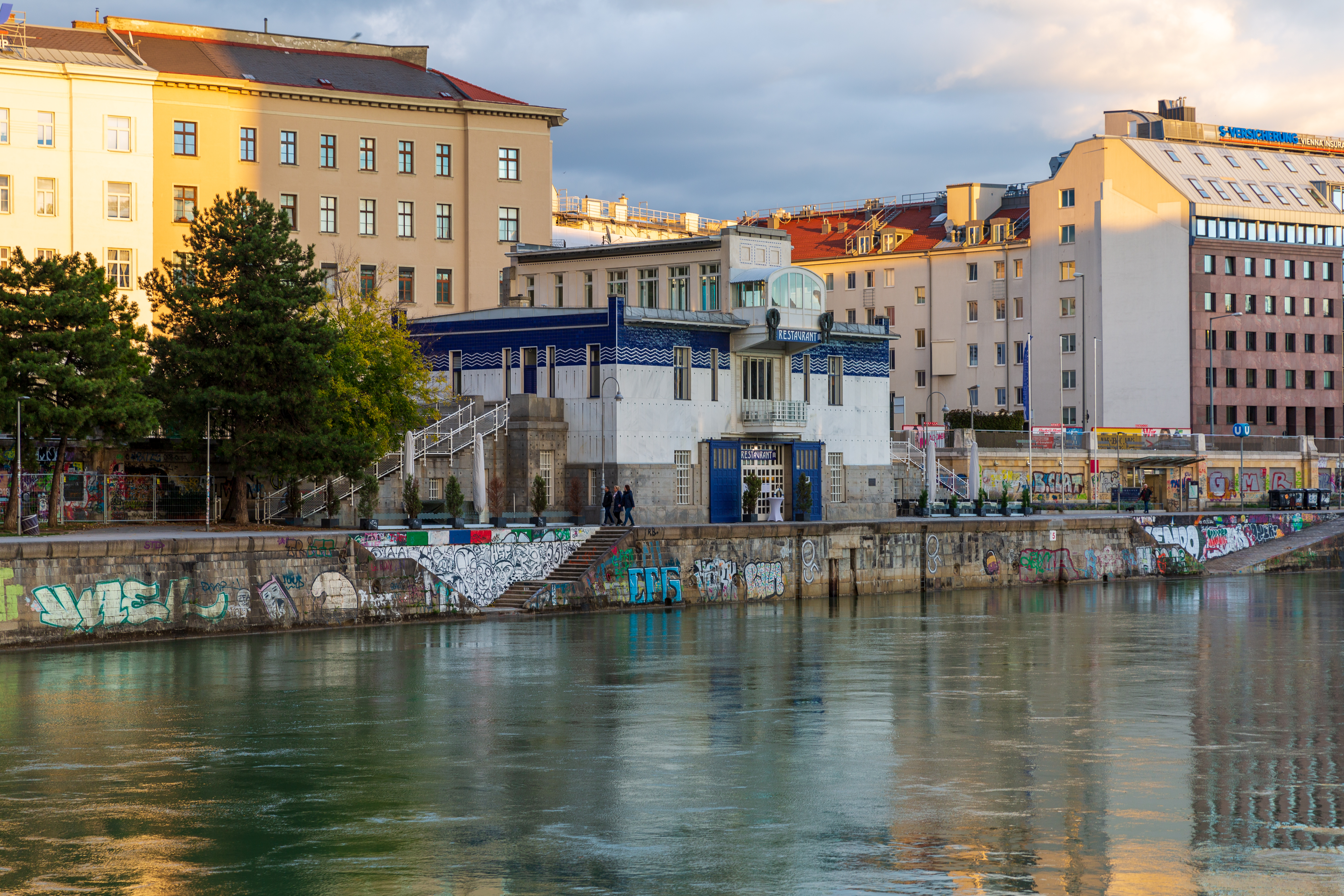
Le pavillon de l'écluse de Kaiserbad en 2018.

## Fonction
La fonction de l'écluse de Kaiserbad était inhabituelle : il s'agissait du « montage et démontage annuels d'un barrage saisonnier dont la charpente en fer articulée était rabattue sur le lit du canal lorsqu'elle n'était pas utilisée. Lorsqu'elle était relevée, cette charpente constituait une voie sur laquelle une grue mobile pouvait rouler depuis le bâtiment de contrôle. La grue était ensuite utilisée pour insérer des vannes dans le cadre afin de maintenir une profondeur d'eau navigable dans le canal ».